# Banco de alimentos
Os bancos alimentares ou bancos de alimentos são organizações sem fins lucrativos baseadas no voluntariado e que têm como objetivo a angariação de donativos de bens alimentares e a recuperação de excedentes alimentares da sociedade para os redistribuir entre pessoas necessitadas, evitando qualquer desperdício ou mau uso.
Bancos alimentares operam em sociedades desenvolvidas e despertam o espírito solidário e difundem os valores humanos e culturais necessários para ajudar a mitigar a contradição que se manifesta na existência de excedentes alimentares e as bolsas de pobreza e marginalização existentes. Eles não entregam comida diretamente às pessoas necessitadas, mas sim a instituições caritativas e de ajuda social oficialmente reconhecidas, e que têm um contacto mais próximo com os cidadãos necessitados. São entidades reconhecidas oficialmente.
No caso do Brasil, o Banco de Alimentos foi fundado em 1988 e atua, além da recolha de alimentos, através de ações educativas e profiláticas voltadas às comunidades atendidas e incentiva a ação certa para o fim da cultura do desperdício e para a promoção da cidadania consciente.

## Rio Grande do Sul
O Banco de Alimentos de Porto Alegre é uma organização da Sociedade Civil de Interesse Público, criado no ano de 2000, no Conselho de Cidadania da FIERGS, que desde então já arrecadou e distribuiu mais de 40 milhões de quilos de alimentos, beneficiando 250 instituições de Porto Alegre, todos os meses.
O Banco de Alimentos de Porto Alegre foi o primeiro Banco de Alimentos criado no Brasil, usando uma metodologia qualificada, onde os alimentos são arrecadados, mantidos em uma central de arrecadações com trabalho diferenciado de segurança alimentar e nutricional envolvendo nutricionistas, e somente depois distribuídos às entidades beneficentes cadastradas. Buscando ampliar as atividades do Banco, e visando levar seus benefícios a outras localidades, foi criada em 2007, a Rede de Bancos de Alimentos do Rio Grande do Sul, que hoje possui 23 Bancos de Alimentos associados utilizando a mesma metodologia. Os Bancos de Alimentos associados à Rede Gaúcha beneficiam cerca de 800 instituições ao mês.
A iniciativa do Banco de Alimentos representa o combate à desnutrição e a obesidade, gerando mais saúde, bem-estar, menor evasão e melhor assimilação na escola, diminuição da violência, maior inclusão social, mais respeito, mais dignidade e mais cidadania para o povo. 

### Estrutura
O Banco de Alimentos de Porto Alegre dispõe de uma área de 1.400m², com capacidade de 800 toneladas de armazenamento. Possui todos os equipamentos necessários ao desenvolvimento de suas atividades e uma equipe qualificada, permitindo operações rápidas e garantia de integridade dos alimentos entregues. O transporte dos alimentos é realizado com uma frota moderna e aparelhada de veículos, disponibilizada pelo SETCERGS (Sindicato das Empresas de Transportes de Cargas do Rio Grande do Sul) que realiza eficiente Logística de Operação, controlando o recebimento, estoque, distribuição e entrega dos alimentos.

### Funcionamento
Os alimentos doados são coletados nos locais e dias indicados pelos doadores. Em seguida, as doações são armazenadas na central de arrecadações, um depósito próprio do Banco de Alimentos. No laboratório de análises sensoriais do Banco de Alimentos, equipe de nutricionistas analisam a qualidade dos alimentos e determinam quais os tipos de  necessários para as instituições, conforme as quantidades e valores nutricionais ideais para suprir suas necessidades. Posteriormente ocorre a distribuição qualificada dos alimentos, entregues gratuitamente para as instituições assistenciais previamente cadastradas.

### Premiações
- Prêmio Top Cidadania ABRH - 2017
- Destaque para as Cidades - Unisinos - 2016
- Prêmio Top Ser Humano Osvaldo Cecchia - ABRH Nacional - 2015
- Prêmio Top Cidadania ABRH - 2015
- Prêmio Top Cidadania ABRH - 2014
- Troféu Destaque SINURGS
- Prêmio IEL Melhores Práticas de Estágio
- Medalha de Responsabilidade Social da Assembleia Legislativa do RS
- Top Cidadania ABRH 2012
- Prêmio ARF/Ministério Público
- Medalha de 80 anos da Instituição Beneficente Corenel Massot
- Certificação de Tecnologia Social do Banco do Brasil
- Prêmio de Responsabilidade Social da Assembleia Legislativa RS
- Prêmio SINEPE - Excelência em Responsabilidade Social
- Troféu Solidariedade, da Câmara de Vereadores de Porto Alegre
- Medalha Cidade de Porto Alegre (Prefeitura Municipal)
- Prêmio Lideres e Vencedores (Assembléia Legislativa e Federasul)
- Prêmio Destaque Comunitário (Câmara de Vereadores de Porto Alegre)
- Distinção Rotária do Rio Grande do Sul
- Distinção Lions do Rio Grande do Sul, Prêmio Destaque Comunitário(Rede Pampa de Televião)
- Prêmio Rio Grande que dá Certo
- Prêmio Destaque Comunitário SENAR (Serviço Nacional de Aprendizado Rural)
- Prêmio Associação de Criadores de Gado do Rio Grande do Sul
- Prêmio Rotary Clube Lindóia Passo da Areia

## São Paulo
A ONG Banco de Alimentos é um banco alimentar do Brasil fundada em abril de 1998 pela economista Luciana Chinaglia Quintão através de uma iniciativa civil, tendo sua primeira arrecadação de alimentos em fevereiro de 1999.
Em 2009 a organização arrecadou o prêmio "Betinho Democracia e Cidadania", promovida pela da câmara municipal de São Paulo.